# 천저점
천저점(天底點) 또는 (라틴어로 "하늘의 바닥"이라는 뜻의) 이뭄 코엘리(Imum Coeli, IC)는 황도가 중천점의 정반대편의 북쪽 자오선을 교차하는 공간의 점이다. 그것은 대부분의 하우스 체계에서 네 번째 해우스의 시작점이 된다.(북반구에서는 그러함이 정반대가 된다.)

## 점성학적 중요성
천저점은 우리의 근원과 우리 스스로의 최소한의 의식적 부분도 나타낸다. 그것은 부모로부터의 유전성과 고국의 영향력 그리고 가정과 가족의 생활에 있어서의 관계와 안전의 욕구를 통해 경험하게 될 수도 있는 기반과 삶의 시작을 상징한다. 그것은 우리의 삶의 끝에서 마주하게 될 환경을 묘사할 수도 있다. 그 하우스는 천궁도의 가시적인 부분에서 가장 멀리 떨어져 있기 때문에, 헬레니즘 점성가들은 IC를 지하계나 하데스의 본부로 여겼다.
대부분의 경우에, IC는 부모, 전통적으로 아버지를 뜻한다. 현대 점성가들은 IC를 어머니나 양쪽 부모 모두의 운명점으로 사용할 수도 있다. IC에서 부모가 가장 잘 표현된다는 현대적 용법에 있어서는 일치가 없다. 네 번째 하우스를 아버지의 하우스로 여겼지만 천저점을 네 번째 하우스의 시작점으로 사용하지는 않았던 헬레니즘 점성가들에게 있어서 그 점은 고려할 가치가 없었다.
IC가 네 번째 하우스의 시작점이 되는 본연의 하우스 체계와 (마침의 하우스 참조) 현대의 사분면 하우스 체계를 사용하는 일부 현대 점성가들은 네 번째 하우스와 점성학적 별자리인 게자리를 같다고 본다. 그러나, 전체 별자리 하우스 체계를 사용하는 전통적인 점성가들은 결코 그러한 일치가 있다고 여기지 않는다.
전제 별자리 하우스 체계에서, 별자리와 하우스는 같은 경계를 갖는다. 그러므로, 천저점은 실제로 세 번째 하우스나 네 번째 하우스 또는 다섯 번째 하우스에서 나타날 수 있다. 고위도 지방의 경우에, 그것은 심지어 일곱번째나 여섯 번째 하우스에 있을 수도 있다.

## 같이 보기
- 상승점
- 하강점
- 중천점